# Торкнешін-Лушан
Торкнешін-Лушан (перс. تركنشين لوشان) — село в Ірані, у дегестані Калаштар, в Центральному бахші, шагрестані Рудбар остану Ґілян. За даними перепису 2006 року, його населення становило 39 осіб, що проживали у складі 9 сімей.

## Клімат
Середня річна температура становить 17,72°C, середня максимальна – 35,85°C, а середня мінімальна – -2,96°C. Середня річна кількість опадів – 550 мм.
| Клімат поселення                              | Клімат поселення | Клімат поселення | Клімат поселення | Клімат поселення | Клімат поселення | Клімат поселення | Клімат поселення | Клімат поселення | Клімат поселення | Клімат поселення | Клімат поселення | Клімат поселення | Клімат поселення |
| Показник                                      | Січ.             | Лют.             | Бер.             | Квіт.            | Трав.            | Черв.            | Лип.             | Серп.            | Вер.             | Жовт.            | Лист.            | Груд.            |                  |
| Середній максимум, °C                         | 14,96            | 15,59            | 19,86            | 25,89            | 31,14            | 35,85            | 34,90            | 34,05            | 30,19            | 24,57            | 17,82            | 13,78            |                  |
| Середня температура, °C                       | 6,00             | 6,64             | 10,90            | 16,93            | 22,17            | 26,91            | 29,53            | 28,70            | 24,83            | 19,19            | 12,44            | 8,41             |                  |
| Середній мінімум, °C                          | −2,96            | −2,32            | 1,95             | 7,97             | 13,22            | 17,94            | 24,16            | 23,31            | 19,46            | 13,84            | 7,09             | 3,04             |                  |
| Норма опадів, мм                              | 58               | 50               | 67               | 54               | 28               | 12               | 12               | 18               | 30               | 57               | 70               | 94               |                  |
| Середньомісячна швидкість вітру, м/с          | 1.84             | 2.34             | 2.91             | 2.97             | 2.90             | 3.00             | 3.20             | 2.98             | 2.50             | 2.37             | 1.86             | 1.78             |                  |
| Середньомісячна сонячна радіація, кДж/м²·день | 7618             | 9886             | 12084            | 16416            | 20855            | 24149            | 24491            | 21545            | 17822            | 12346            | 9338             | 7335             |                  |
| --------------------------------------------- | ---------------- | ---------------- | ---------------- | ---------------- | ---------------- | ---------------- | ---------------- | ---------------- | ---------------- | ---------------- | ---------------- | ---------------- | ---------------- |
| Джерело:                                      |                  |                  |                  |                  |                  |                  |                  |                  |                  |                  |                  |                  |                  |